# Stazione di Musashi-Nakahara
La stazione di Musashi-Nakahara (武蔵中原駅?, Musashi-Nakahara-eki) è una stazione ferroviaria situata nel quartiere di Nakahara-ku della città di Kawasaki, nella prefettura di Kanagawa in Giappone che serve la linea Nambu della JR East.

## Linee
East Japan Railway Company
■ Linea Nambu

## Struttura
La stazione è realizzata su viadotto con due marciapiedi a isola e quattro binari passanti. Sono presenti ascensori, servizi igienici, biglietteria presenziata (dalle 7:00 alle 20:00) e tornelli automatici con supporto alla biglietteria elettronica Suica.
| 1-2 | ■ Linea Nambu |  | per Musashi-Kosugi, Shitte e Kawasaki         |  |
| 3-4 | ■ Linea Nambu |  | per Musashi-Mizonokuchi, Noborito e Tachikawa |  |

## Stazioni adiacenti
| «                   | Servizio    | »              |
| Linea Nambu         | Linea Nambu | Linea Nambu    |
| ------------------- | ----------- | -------------- |
| Musashi-Kosugi      | Locale      | Musashi-Shinjō |
| Il rapido non ferma |             |                |